# Kang Myong Chol
Kang Myong Chol is een Noord-Koreaans Christen, theoloog en staatsman.
In juli 2013 werd dominee Kang Myong Chol benoemd tot voorzitter van het centraal comité van de Koreaanse Christelijke Federatie, de enige van regeringswege erkende coalitie van protestantse gemeenten. Als voorzitter van de KCF zet Chol zich in voor de vereniging van de beide Korea's en vertegenwoordigt de Noord-Koreaanse Christenen op oecumenische congressen. In juni 2014 ontmoette Chol voor het eerst de leiding van de raad van Kerken van Zuid-Korea in Genève tijdens een bijeenkomst van de Wereldraad van Kerken.
In 2014 werd hij in de dertiende Opperste Volksvergadering gekozen.

## Familie
Kang Myong Chol is de zoon van dominee Kang Jong Sop, de in 2012 overleden voorzitter van de Koreaanse Christelijke Federatie (KCF). Kang Jong Sop was op zijn beurt de zoon van dominee Kang Jang Wook, oprichter van de KCF (toen nog Christelijke Liga geheten) in 1946 en oom van moederszijde van de Noord-Koreaanse dictator Kim Il-sung. De familie Kang staat dus al drie generaties aan het roer van de KCF.

## Verwijzingen
1. ↑  https://vtncankor.wordpress.com/2013/07/09/kcf-appoints-new-leadership/. Gearchiveerd op 7 december 2022.
2. ↑  https://www.oikoumene.org/en/press-centre/news/church-leaders-meet-and-agree-to-advance-peace-on-korean-peninsula
3. ↑  http://ecuforumkorea.org/bbs/bbs.php?table=statement&query=view&uid=136
4. ↑  Zoals de drie generaties Kang al bijna zeventig jaar de scepter zwaaien over de KCF, zo levert de verwante familie Kim al bijna zeventig jaar drie generaties Noord-Koreaanse dictators